# Эрлунд, Даниэль
Даниэль Чьелль Вальтер Эрик Эрлунд (швед. Daniel Kjell Valter Erik Örlund; род. 23 июня 1980, Стокгольм, Швеция) — шведский футболист, вратарь. Чемпион Швеции и Норвегии.

## Клубная карьера
Воспитанник юношеских команд футбольных клубов «Эншеде» и «Спорвегенс». В профессиональном футболе дебютировал 1999 года выступлениями за клуб «Спорвегенс», в котором провёл два сезона, приняв участие в 43 матчах чемпионата.
В начале 2002 года перешёл в АИК, но не смог завоевать место в основной команде, и в 2004 году перешёл на правах аренды в клуб «Кафе Опера». После возвращения в АИК Эрлунд смог закрепиться в основном составе команды и сыграл за неё следующие четыре сезона своей игровой карьеры.
Вторую половину сезона 2008 года играл на правах аренды в «Фредрикстаде», а после возвращения в АИК помог клубу впервые за десять лет стать чемпионом Швеции.
В начале 2010 года перешёл в норвежский «Русенборг» и в первом же сезоне помог клубу выиграть национальный чемпионат.

## Выступления за сборную
В составе национальной сборной Швеции провёл всего один матч в 2010 году.

## Титулы и достижения
АИК
- Чемпион Швеции: 2009

«Русенборг»
- Чемпион Норвегии: 2010